# Kaliumpolysulfide

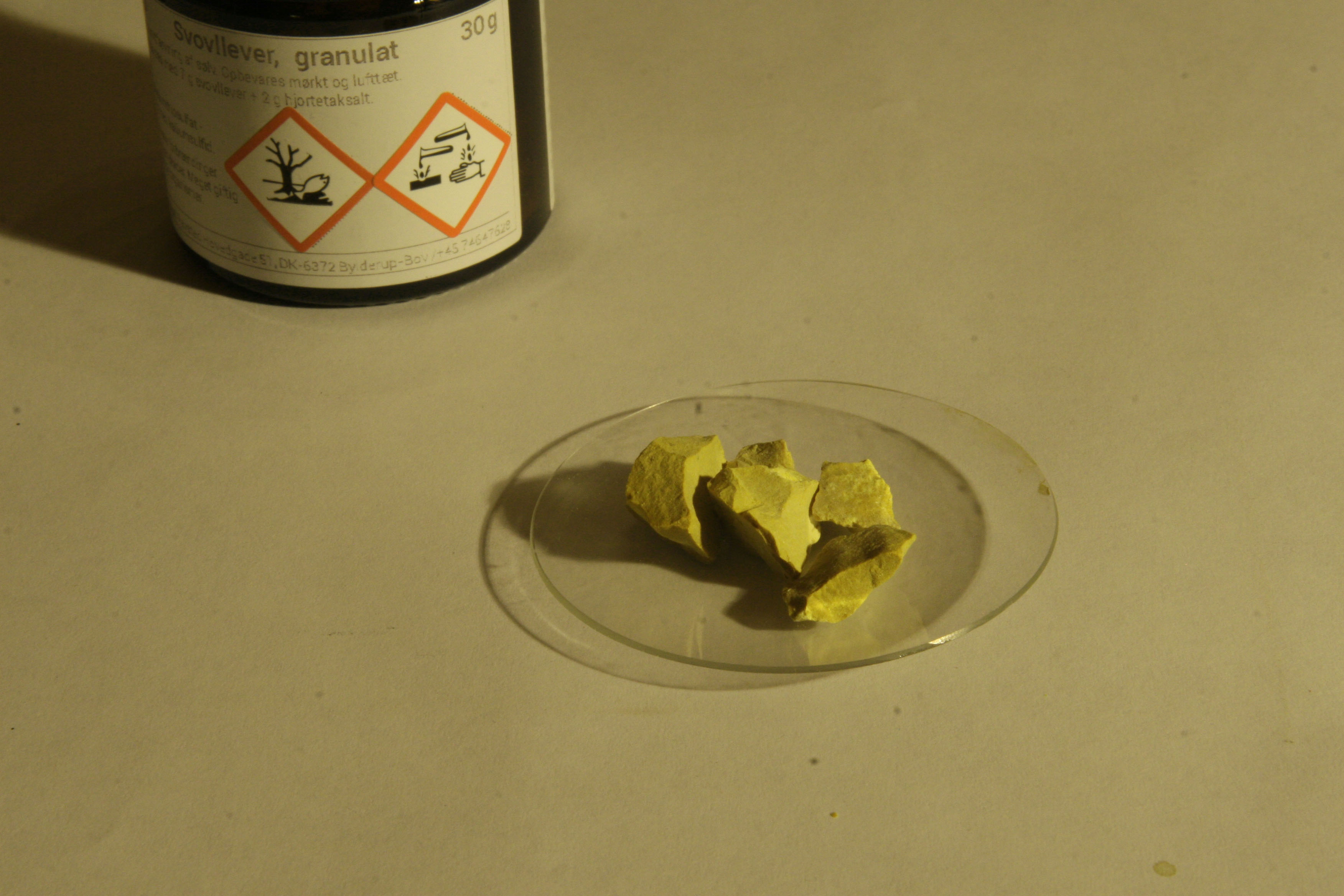
Zwavellever

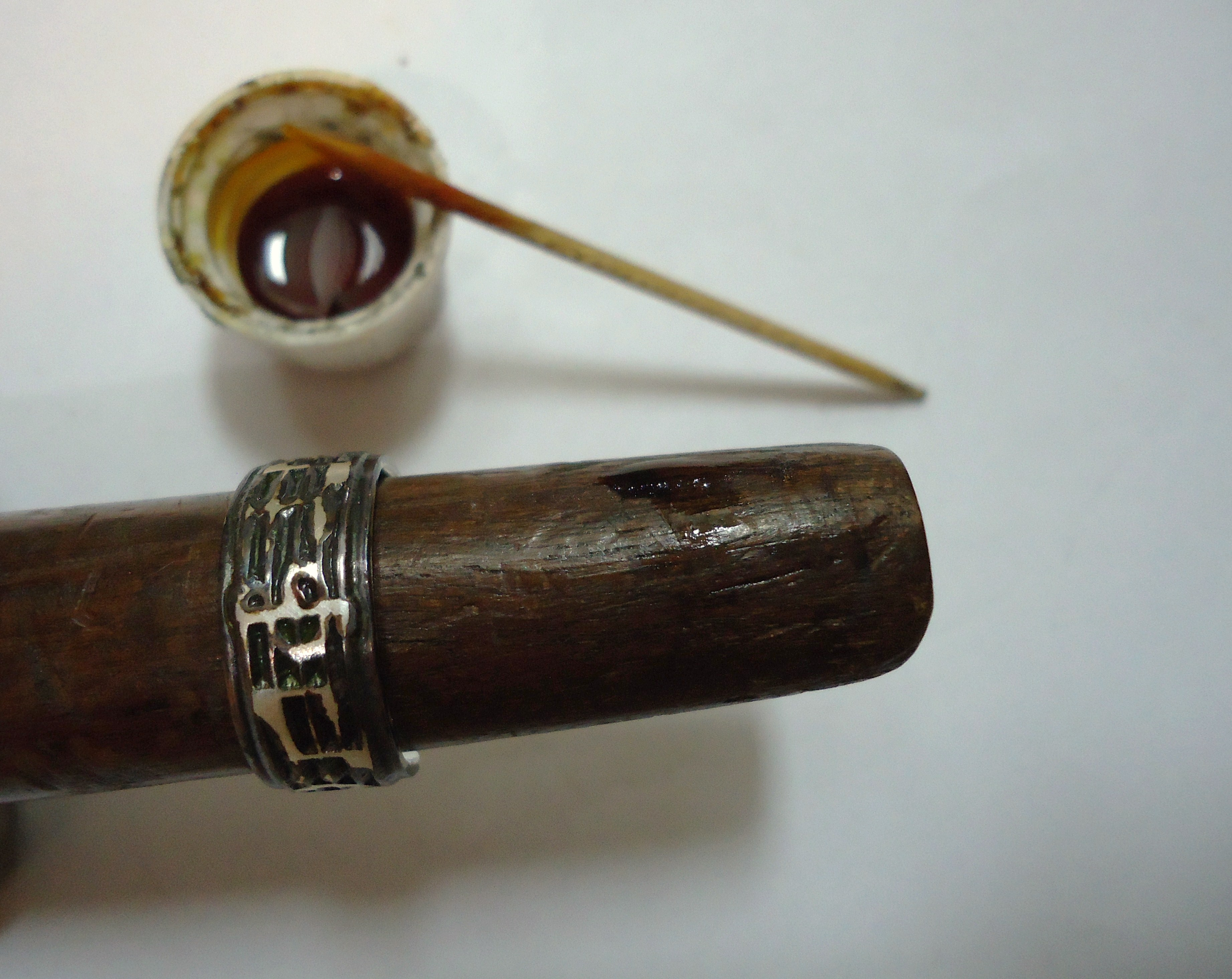
Zilveren ring waarbij delen voorzien zijn van een zwarte patinalaag

Kaliumpolysulfide, ook wel bekend onder de naam zwavellever en blitsbeits, is een anorganische verbinding met de formule K2Sx(waarbij x max 6). Het is een donkere oranje-rode vloeistof die zich laat oplossen in water. 

## Toepassingen
Het wordt met name door goud- en zilversmeden gebruikt voor het creëren van een zwarte patinalaag op zilver, zilverlegeringen en brons. De vloeistof wordt ongemengd gebruikt bij kamertemperatuur op het te patineren voorwerp aangebracht met een doek of kwast. Na het opdrogen is het metaal zwart geoxideerd. De vloeistof dient gesloten, buiten het bereik van licht en kinderen bewaard te worden.